# Рауль ле Буше
Рауль ле Буше (фр. Raoul le Boucher нар. 15 січня 1883 — пом. 13 лютого 1907) — французький спортсмен, борець.
Народився Рауль в містечку Шатійон-сюр-Луар у 1883 році. Справжнє прізвище Мюссон. Французькою (греко-римською) боротьбою почав займатися в ранньому віці. Одним з перших вчителів Рауля був Фелікс Бернар з Бордо, який у свій час був найкращим техніком боротьби у Франції. 16-річному віці Рауль перейшов у професіонали, а вже в 18 років, він стає володарем 4 призів на чемпіонаті світу в Парижі в 1901 р.
Не займаючись спеціально важкою атлетикою, він мав непогані результати в піднятті тягарів: жим двома руками 244 фунти, ривок правою рукою 171 фунт, станова сила, підняв силою спини з підлоги 541 фунт (30,5 пудів) і випростався, протримав гирю в 61 фунт тілом в низ кілька секунд. Прекрасні дані і чудова техніка виконання прийомів робили Рауля серйозним суперником всім знаменитим борцям світового класу, яким він сам і був теж. Рання смерть у 24 роки не дозволила «улюбленцю Парижа» Раулю ле Буше радувати виступами своїх шанувальників.